# KULA-LP
KULA-LP（95.1 FM）是位于美属萨摩亚的一个广播电台，主要播放宗教节目，在2004年开播。发射地位于图图伊拉岛，覆盖整个美属萨摩亚，属于太平洋群岛圣经学校。其中KULA-LP的呼号于2002年9月9日由美国联邦通信委员会确定。

## 其他频率
| 呼号   | 频率     | 发射地 | 功率 |
| K256BH | 99.1MHz  | 中区   | 11W  |
| K273BK | 102.5MHz | 东区   | 23W  |
| K246AX | 97.1MHz  | 西区   | 12W  |